# Црква Светог Јована код Орљана
Црква Светог Јована код села Орљане у Општини Дољевац, изграђена је у 11. веку на брду Комнига или Кукумига у, периоду Визанитијске власти. Црква је сведочанство о јаком верском утицају византијске цркве, којој је било подвргнуто становништво Дољевачког краја у време поновне романизације локалног становништва којој је приступила византијска власт До подизања нове цркве Св. Параскеве била је парохијска црква за читав орљански крај.
Црква је први пут највише страдала, од граната турских топова, за време српско-турског рата 1877. године, јер су из њеног непосредног окружења у овом рату дејствовале ослободилачке снаге Српске војске. Након ослобођења од Турака при цркви је било више зграда: крстионица, одељење за народ и конаци. Али су ове зграде до темеља срушене у Првом светском рату, када је и црква од гранатирања била прилично оштећена. И у Другом светском рату, с пролећа 1944. године, црква је поново оштећена од шрапнела, али знатно мање.

## Статус и категорија заштите
Због свог историјског, архитектонског и верског значаја црква Св. Јована у непосредној близини села Орљане проглашена је, 1948. године, за „Културно добро од великог значаја“ и уведена је у централни регистар споменика културе у Републици Србији. Као основ за упис у регистар послужило је решење Завода за заштитуту и научно проучавање споменика културе НРС бр.671/48 од 6. маја 1948. године.
Надлежни завод који води локални регистар и бригу о овом археолошком локалитету је: Завод за заштиту споменика културе Ниш.

## Положај
Црква Светог Јована налази се код села Орљане на брду Комнига, у општини Дољевац у Нишавском округу. До цркве се из правца Ниша, Дољевца и Прокпупља, прво стиже, локалним путним правцем Ниш—Орљане—Прокупље, до села Орљане, а одалтле релативно добрим сеосиким путем, до коте 264 на врху брда Комњига. 
На око 18 km југозападно од Ниша, налази се око 500 m дуга, мала клисура (сутеска), позната и као (Курвинградско сужење), пробојница реке Јужна Морава, кроз коју је изграђен стари и нови магистрални путни правац, којим је још од античких времена повезан Ниш са Солуном. Са источне стране сутеске налази се древна тврђава Копријан, у народу позната и као Курвин град, а са супротне, западне, брдо Комњига и на његовом врху, на 264 метра надморске висине, црква Светог Јована.
Географски положај
- Северна гографска ширина: 43° 12′ 59"
- Источна географска дужина: 21° 50′ 36"
- Надморска висина: 264 m

## Стање заштите
Године 1966. године црква је генерално оправљена, препокривена, омалтерисана, окречена, а око ње је постављен тротоар. Тада изведени радови нису били у складу са њеним првобитним изгледом.
Бетонска кућица, дужине 6 метра и ширине 4 метра, која је служила као конак, подигнута је 1967. године. Исте године пронађен је и очишћен стари бунар испод цркве.
Последњи конзерваторски радови на цркви извршени су 2000. године, када је цркви враћен првобитни изглед тј. скинут је, 1966. године нанет малтер са спољних зидова, црква је рестауирана и конзервирана. Ове радове извео је Завод за заштиту споменика из Ниша.

## Историја
Легенда о цркви Св. Јована
Народна легенда која кржи у Дољевачком крају тврди да је ова црква била манастир. По њој је на супротној страни Комњиге у граду преко Мораве живела нека царица или властелинка.
Властелинка је по разапетом платну прелазила до манастира на брду Комњига ради молитве.
Како је у манастиру живео неки врло леп и углађен калуђер посумњало се у моралну исправност властелинке, па је због тога и њен град назван Курвинград. По свему судећи црква је сигурно некада била манастир, а Шупљи камен монашка испосница.

Након римско-византијског периода створена је српска држава. У средњем веку српски владари и властела изградили су велики број цркава и манастира. У Јужном поморављу и Топлици настао је велики број цркава. Тековине средњовековне српске државе, на које је српски народ посебно поносан, спадају у највредније и најважније споменике средњег века на тлу Европе. Један од таквих је, према претпоставкама и црквица Св. Николе (данас Светог Јована) која је постојала у доба Немањића на брду Комњига код села Орљане. Први подаци о овој црквици потичу из једна старе владарске повеље настале у 14. веку, али и из народног предања које се у селима овог краја преноси са колена на колено.
Стара византијска црква изграђен је по јединственој архитектонској замисли и у једном даху. Нешто доцније, у време изградње града Копријана (1372), и у промењеној атмосфери према Византији, у другој половини 14. и почетком 15. века, црква је осликана.
У хрисовуљи кнеза Лазара манастиру Раваници писаној 1381. године, први пут се помиње село Орљане, и црква Св. Николе на брду Комњига. Црква Св. Николе која се помиње у хрисовуљи је у ствари данашња црква Св. Јована на брду изнад Орљана. По овој хрисовуљу највероватније да је црква прво била посвећена Св. оцу Николају, али како је за време Османске власти црква девастирана а староседалачко становништво расељено, стара црквена слава и црква је сасвим заборављена.
После ослобођења од Турака када је црква била оспособљена за верску службу мештани Орљана узели су нову црквену славу – рођење Св. Јована Претече, јер се о старој слави међу сељанима ништа није знало. Овај празник као црквена слава узет је највероватније због тога што; у читавој околини није било ни једне цркве која слави Ивањдан, а није искључено да је и сама црква освећена тога дана па је тако дошло и до промене црквене славе.
Цркву у својим путописима с краја 19. века помиње и путописац Милан Ђ. Милићевић за коју каже: на брду код Орљана, које се зове Комњига налази једна стара црква од које стоје само зидови високи до 3 метра.
Путописац Тихомир Ђорђевић је 1895. године забележио да је црква већ била обновљена и; да ју је обновио неки Живадин из Ниша, који је за време рата ту чувао стражу па се зарекао да ту направи цркву ако остане жив. Међутим према извештају пароха орљанског број 160 од 10. маја 1939. године; црква је по свој прилици реновирана између 1885. и 1890. године и то стварно од неког Живадина, али који није родом не из Ниша већ из околине Пожаревца или Аранђеловца. На овој коти он је за време турско–српског рата по дејством турске артиљерије био у веома критичној ситуацији, па се заветовао, ако остане жив, да обнови цркву, која је пред његовим очима рушена турским топовима. У народу се причало да је Живадин имао и некакав план о месту где је био закопан црквени новац, па је од тог новца обновио цркву, а затим се призетио и населио у селу Вољчинце где и данас живе његови потомци.
За разлику од путописца Тихомир Ђорђевић који је видео обновљену цркву, остатке „манастира“ на брду Комига затекао је Ф. Каниц, у једном његовом путовању Србијом.
Северозападно од цркве налази се „лековит“ камен, за који се претпоставља да је била испосница неког монаха. Југоисточно, од цркве у подножју брда Комига постојала је још једна црква, на чијим темељима је од 1932 до 1936. године саграђена нова посвећена Светој Параскеви.

## Архитектура
Црква је складна једнобродна грађевина правоугаоне основе, у облику сажетог уписаног крста, са олтаром и полукружном апсидом, на источној страни. У 11. веку храмови сажетог уписаног крста били су распрострањени у византијском царству, а пространа и широка апсида, такође препознатљива код византијских грађевина, присутна и у овој цркви, захвата нешто мању ширину наоса, од дубине наспрамних пиластра, и нижа је од источног травеја.
Димензије цркве су врло скромне. Средњи део храма дуг је 4 m, олтар са апсидом 2 m, док је висина свода око 5,50 m. Црква не припада ни једном архитектонском стилу. По свом облику највише сличи црквама са Јадранског приморја, нпр оној из Лопуда.
При улазу са северне и јужне стране налазе се по два импровизована стуба, који сужавају и онако тесан унутрашњи простор наоса. Црква је изграђена од занатски добро сложених опека, у препознатљивом византијском слогу. Спољни бочни зидови оживљени су плитким пиластрима, а у апсиди су лучно повезани радијално сложеним опекама. 
У једноставној и равној западној фасади, са једва приметним угаоним пиластрима, налази се улазни отвор надвишен двостепеном нишом. На пиластре се ослањају бочни прислоњени лукови који носе полуобличаст свод. У недостатку простора на иконостасу су уграђене само царске двери и северна врата, а како црква може да прими врло мали број верника, на јужној страни су отворена и исходна врата.
У средишту апсидалне зидне масе, тачно у оси грађевине, налази се конусно обликован и лучно завршен, по свој прилици, једини прозорски отвор на храму. На северном зиду прозора није било. То што нема прозора на бочним зидовима, наводи на став да се
изнад средишњег травеја налазило кубе, кроз чије прозорске отворе је продирала светлост у наос. Бројна упоређења са сличним црквама указују да је изнад, безмало квадратног средишњег травеја орљанске цркве била купола. Ову тврдњу археолози поткрепљују сазнањем да унутрашњи западни пиластер на јужом зиду, са једанаест редова опека надвисује нови прислоњени лук западног травеја, припремајући се да негде изнад прихвати поткуполну конструкцију. У прилог овоме иде и чињеница да је тежњу ка вертикализму и висини, градитељ произилази из рашчлањености фасада витким пиластрима, открива исказао, по свој прилици и куполом над средишњим травејем.
Унутрашњост цркве је са два пара пиластара подељено на три травеја неједнаке величине. Источни и западни травеј, у облику издуженог правоугаоника, скоро су једнаки. Средишњи травеј је највећи, чије занемарујуће различите странице (око 15 сантиметара) образују квадрат. Источни и западни травеј исте су висине и засведени су полуобличастим сводом.
На средини цркве је амвен од камена, раван нивоу пода. На јужној страни олтара простор проскомидије и ђаконикона налази се једна ниша. Две сличне нише, полукалотно обликоване, и на истој висини, усечене су у северни зид наоса у углу између пиластра и зида.
Од првобитне грађевине најбоље је сачуван северни зид и олтарски део храма док је остало новијег датума. Спољне зидне површине на северној страни, а такође и на олтарној апсиди, подељене су са по четири пинастра (ширине 0,30 m) на по пет једнаких делова.
Како олтарни део није архитектонски одвојен од наоса, не постојање олтарне преграде - септума, због недовољне истражености цркве, не може се закључити да ли је она постојала.
Фрескодекорација
Старе књиге и иконе пренете су из старе 1936. године у нову цркву, а од старих предмета овде има само један фрагмент неке врло старе кадионице.
Унутрашње површине зидова наоса биле су осликане, али не онда када је она саграђена, већ много касније, по свој прилици у 14. веку, у сасвим другачијим међусобним односима Србије и Византије.
Иконостас цркве радио је Ђорђе Зогравски из Велеса, а у цркви има и велики број поклоњених икона из разних места југоисточне Србије.
Сачувана су три округла медаљона на тријумфалном луку са попрсјима светитеља у архијерејској одећи, окружени биљном орнаментиком и означени старосрпским писмом. Зналачки цртеж и вешто сложене боје, указују на то да је уметник поседовао завидно ликовно и верско образовање.